# مذبحة زيلان
مذبحة زيلان (بالكردية: کۆمەڵکوژیی زیلان، Komkujiya Zîlanê‏) هي مذبحة قامت بها الحكومة التركية بحق آلاف المدنيين الكُرد في وادي زيلان الواقعة في ولاية وان تزامنًا مع تمرد أرارات في ولاية أغري.